# Émile Dognin
Pour les articles homonymes, voir Dognin (homonymie).
Émile Dognin, né le 25 février 1839 à Lyon et décédé le 7 novembre 1929 à Voiron, directeur des industries de tulles et dentelles Dognin & Cie, cherchera à appliquer les théories du catholicisme social dans son entreprise.

## Biographie
Aîné d’une famille d’industriels, Émile Dognin grandit entre Lyon et Calais. Pour pallier l’écart d’âge qui le sépare de son frère cadet, ses parents le confient à un ancien canut de la maison familiale, le « Petit-Père ». C’est avec ce dernier que le futur chef d’industrie voit naître sa vocation sociale et sa profonde piété. À 10 ans, le jeune Émile intègre le collège musical des Quarante Montagnards et découvre, au travers des tournées en Europe, la faim, le froid et la pauvreté. 
Mais l’éducation du futur chef d’entreprise doit commencer. Son père l’envoie donc étudier les langues en Allemagne. À son retour, il lui fait prendre le chemin de l’usine, non pas à un poste de commandement, mais comme simple ouvrier et employé. 
À 18 ans, Émile entre dans l’affaire familiale comme agent commercial et devient associé à 25 ans. En 1863, il épouse la fille d’un industriel et commerçant milanais, Joséphine-Étiennette Bianchi, dont il a six enfants (deux meurent jeunes et les quatre autres embrassent la religion). Il intègre à cette période, le tiers-ordre franciscain.
Au décès de son épouse en 1917, il réduit ses besoins au strict nécessaire et se retire, jusqu’à sa mort en 1929, dans une partie de la propriété qu’il avait offerte à l’Ordre Notre-Dame du Cénacle à Voiron.

## La vocation sociale
Compte tenu de son éducation et de son tempérament, Émile est très vite sensibilisé à la condition d’ouvrier et comprend très vite la difficulté du travail à la manufacture. Il est aussi très attentif aux initiatives de l’Église d’Allemagne, en avance sur ce sujet, et notamment aux discours de Mgr von Ketteler, évêque de Mayence et auteur de La Question ouvrière et le Christianisme. Il étudiera la position sociale de l’Église et tentera de répondre avec elle aux problèmes posés par l’économie moderne tout en conservant un contact répété avec le monde ouvrier.

## Les syndicats ouvriers
Convaincu que le paternalisme ne sert qu’à panser les plaies les plus apparentes de la classe ouvrière, il cherche un moyen de les aider moralement et d’ouvrir le monde industriel à une conception plus large de la question sociale. Pour lui, cela passe par la promotion, à tous les étages de la profession, de l’organisation syndicale.
Il existe déjà, à cette époque, des syndicats chrétiens, notamment celui de la rue des Petits-Carreaux, mais ils sont réservés aux employés, ce qu’Émile n’est pas. Il leur apportera cependant un soutien important et poussera à leur développement, y compris les syndicats féminins. 

## Les syndicats patronaux
Si certains patrons militent pour des syndicats mixtes (patrons et ouvriers), Émile Dognin est un fervent partisan des syndicats parce qu'il est convaincu que les ouvriers seront ainsi à même d’étudier et de défendre leurs intérêts professionnels en toute indépendance et hors de la présence de leurs employeurs.
Ainsi, en 1892, il s’associe à un des premiers essais de syndicats patronaux dans le Nord et travaille à son développement. Au nombre de 25 en 1899, ils sont unis au sein des Unions fédérales professionnelles de catholiques qui devient La conférence Française des Professions (CFP) en 1926 après sa fusion avec l’Union fraternelle du commerce et de l’industrie (fondée en 1891).